# Francisco Rodrigues dos Santos
Francisco Rodrigues dos Santos (ur. 29 września 1988 w Coimbrze) – portugalski polityk, prawnik i samorządowiec, w latach 2020–2022 przewodniczący Centrum Demokratycznego i Społecznego – Partii Ludowej (CDS/PP)

## Życiorys
Kształcił się w Colégio Militar w Lizbonie, szkole średniej o profilu wojskowym. Ukończył następnie studia prawnicze na Uniwersytecie Lizbońskim. Uzyskał uprawnienia adwokata. W 2007 dołączył do młodzieżówki ludowców Juventude Popular, a w 2011 wstąpił do CDS/PP. Pracował m.in. w gabinecie ministra solidarności i zatrudnienia, gdy funkcję tę pełnił Pedro Mota Soares. Wybrany do samorządu dzielnicy Carnide, w 2017 zasiadł w zgromadzeniu miejskim Lizbony.
W 2015 został przewodniczącym Juventude Popular. W 2018 umieszczono go na liście 30 Under 30 magazynu „Forbes”, motywując to efektywną działalnością na rzecz rozwoju tej organizacji. W styczniu 2020, kilka miesięcy po słabym wyniku wyborczym ludowców i zapowiedzianej przez Assunção Cristas rezygnacji, Francisco Rodrigues dos Santos został wybrany na nowego przewodniczącego partii. 31 stycznia 2022, dzień po kolejnych wyborach, w wyniku których CDS/PP utraciło całą poselską reprezentację, zrezygnował z kierowania tym ugrupowaniem. W późniejszym czasie wystąpił z partii.